# Franz Künstler (militare)
Franz Künstler (Măureni, 24 luglio 1900 – Bad Mergentheim, 27 maggio 2008) è stato un militare tedesco, ultimo sopravvissuto tra i combattenti della prima guerra mondiale nell'esercito dell'Impero austro-ungarico.

## Biografia
Nacque nel 1900 a Măureni (Moritzfeld), in Romania, all'epoca sotto l'impero austro-ungarico, in una famiglia di svevi del Banato.
Nel febbraio 1918 si arruolò a Seghedino nel 5º reggimento di artiglieria dell'esercito imperiale e combatté sul fronte italiano in un reggimento di artiglieria.
Dopo la guerra combatté contro i comunisti, fino al 1921.
Dopo la disgregazione dell'Impero divenne ungherese: servì per sei mesi l'esercito ungherese in Ucraina come corriere.
Fu espulso dall'Ungheria, come molti altri, dopo la seconda guerra mondiale.
Nel 1946 ottenne la cittadinanza tedesca.